# Marseille-i merénylet
A marseille-i merénylet 1934. október 9-én történt, amikor hivatalos franciaországi látogatása során, Marseille-ben meggyilkolták I. Sándor jugoszláv királyt. A merényletre a Tőzsde téren (ma: de Gaulle tábornok tér) 16 óra 20 perckor került sor. A merénylő, a bolgár Vlado Csernozemszki a Belső Macedón Forradalmi Szervezet (rövidítve VMRO) tagja volt. A merénylet áldozata lett Louis Barthou francia külügyminiszter is, akit a kezén sebesített meg egy eltévedt rendőrségi golyó, és a nem megfelelő orvosi ellátás miatt elvérzett. A merénylet az Usztasa és a VMRO együttműködése volt, akik nem akarták, hogy a horvátok és macedónok (akiket bolgárnak tartottak) szerb uralom alatt éljenek, és különösen a királyi diktatúra bevezetése és az oktrojált alkotmány elfogadása miatt a független Macedónia és Horvátország létrehozása érdekében tevékenykedtek.A merényletben külföldi hatalmak is részt vettek, elsősorban Benito Mussolini Olaszországa, amely az Adriai-tenger partvidékén területi igényeket támasztott Jugoszláviával szemben.

## Előzmények

### A macedón helyzet
A Szerb–Horvát–Szlovén Királyság létrejötte után még mindig nyitott maradt az ország délkeleti részén a „macedón kérdés”. A macedón területek széttöredezettségével elégedetlen Belső Macedón Forradalmi Szervezet (VMRO) folytatta a fegyveres harcot egész Macedónia (az Égei-tenger partvidéke, Macedónia pirini és a vardari részei) felszabadításáért és egyesüléséért. Ezzel szemben az újonnan meghódított területeken a belgrádi kormány következetes szerbesítési politikát hajtott végre. Az iskolákban szisztematikus politikát folytattak a macedónok, bolgárok és más macedón lakosság elszerbesítésére. A belgrádi kormány Macedóniában (amelyet nem hivatalosan „Dél-Szerbiának” vagy hivatalosan „Vardar Banovinának” neveztek, a nyelvi területen is bevezette a szerbesítés politikáját. A macedón szlávok beszélt nyelvét hivatalosan a nem létező szerb-horvát nyelv dialektusának tekintették. Ugyanakkor ezt a délszláv nyelvjárást oktatással, hadseregben és különféle egyéb eszközökkel elnyomták, használata pedig büntetendő volt.
E politika miatt a kormány összeütközésbe került macedón és bolgárbarát csoportokkal. Macedóniában valódi fegyveres csaták zajlottak a csendőrség és a macedón hazafias erők között, melyhez kapcsolódóan a jugoszláv hatóságok a Belső Macedón Forradalmi Szervezettel való együttműködés gyanúja miatt több ezer embert bántalmaztak.

### A horvátországi helyzet
A horvátok és szerbek közös államának 1918-as létrehozásával a két nép ellenséges viszonya ahelyett, hogy megszűnt volna, a szerb és horvát nacionalizmus addig dúló konfliktusának további felerősödéséhez vezetett. A vezető horvát politikusok, akik közül a leginkább Stjepan Radić és Horvát Népi Parasztpártja (HRSS) emelkedett ki, az új állam szövetségi köztársasággá válását szorgalmazták, míg a Nikola Pašić miniszterelnök vezette vezető szerb politikusok I. Sándor király támogatásával az egységes monarchia koncepcióját szorgalmazták. Ez utóbbi koncepciót 1921. június 28-án a Vid-napi alkotmányban fogadták el, amely Horvátország területén felháborodást váltott ki mind a megszavazás módja (az előre kikötött kétharmad helyett az alkotmányozó nemzetgyűlés tagjainak egyszerű többségével, valamint a muszlim képviselők nyílt megvesztegetésével fogadták el), mind az új centralista rendszer bevezetése (Horvátország elveszítette saját államiságának egyes elemeit, a Szábort mint parlamentet, a horvát honvédséget (Domobranstvo) mint hadsereget, a bánt mint az állam vezetőjét, melyeket a külhoni magyar és osztrák hatóságok által évszázadok óta sikerrel megőrzött) miatt. Amellett, hogy az új államszövetségben a Horvátország és a horvátok alárendelt pozíciót kapnak, az elégedetlenséghez jelentősen hozzájárult a széles körben elterjedt korrupció, valamint az új államigazgatás arroganciája és hozzá nem értése, amelyet a szerbiai tisztviselők uraltak. A horvát politikusok arra irányuló próbálkozásai, hogy a „horvát kérdést” újra napirendre tűzzék, akár a külföldi nyilvánossághoz intézett felszólítások, akár az új államrendszer létrehozására irányuló kérések révén, többnyire kudarcot vallottak, és reakcióként hazaárulással vádolták és bizonyos esetekben rendőri elnyomással büntették őket.
A szerb–horvát konfliktust újabb eszkalációhoz vezető kulcsesemény az 1928. június 20-i nemzetgyűlési merénylet volt, amelynek során Puniša Račić montenegrói szerb politikus rálőtt a Horvát Parasztpárt (HSS) képviselőire. Pavle Radićot, és Đuro Basaričeket a helyszínen megölte, Ivan Pernart és Ivan Granđát, valamint Stjepan Radićot pedig súlyosan megsebesítette, aki merénylet következtében 1928. augusztus 8-án Zágrábban belehalt sérülésébe. Ez az esemény mélyen érintette a horvát közvéleményt, Radićot vértanúvá tette, és olyan zavargásokat is okozott, amelyek ürügyül szolgáltak Sándor király számára, hogy 1929. január 6-án kihirdesse királyi diktatúrát, és rákényszerítse az államra az úgynevezett az integrált Jugoszlávia ideológiáját, amely eltörölte a horvát nemzetnév hivatalos használatát. A diktatúra idején betiltották a politikai pártok, köztük a HSS tevékenységét is, amely ekkorra már a horvát nép meggyőző többségét maga mellé állította. Mindezek a folyamatok a horvát közvélemény és politikusok radikalizálódásához vezettek, akik nemcsak a szerbek és horvátok közös államának minden elképzelését kezdték elutasítani, hanem célul tűzték ki egy független horvát állam létrehozását is, amely Jugoszláviát váltaná fel, és amit erőszakkal, vagyis fegyveres harccal igyekeznek elérni.
Ebben a harcban leginkább az Usztasa Horvát Forradalmi Szervezet (UHRO) tűnt ki, amely a királyi diktatúra bevezetését követő napon, 1929. január 7-én alakult meg Olaszországban. Ebből az alkalomból az Usztasa vezetője Ante Pavelić, és a VMRO vezetője Ivan Mihajlov megállapodnak a jövőbeni közös fellépésről, és aláírták az ún. szófiai nyilatkozatot, amely Horvátország és Macedónia független államainak létrehozását irányozta elő. 1932 szeptemberében megszervezték a likai vagy más néven velebiti felkelést, amikor fegyveres usztasák megtámadták a Gospić melletti csendőrállomást. Érdekesség, hogy a Jugoszláv Kommunista Párt akkor még kiáltványában üdvözölte a „likai és dalmát parasztok usztasa mozgalmát, és teljes mértékben az ő oldalukra állt”.

### A királyi diktatúra

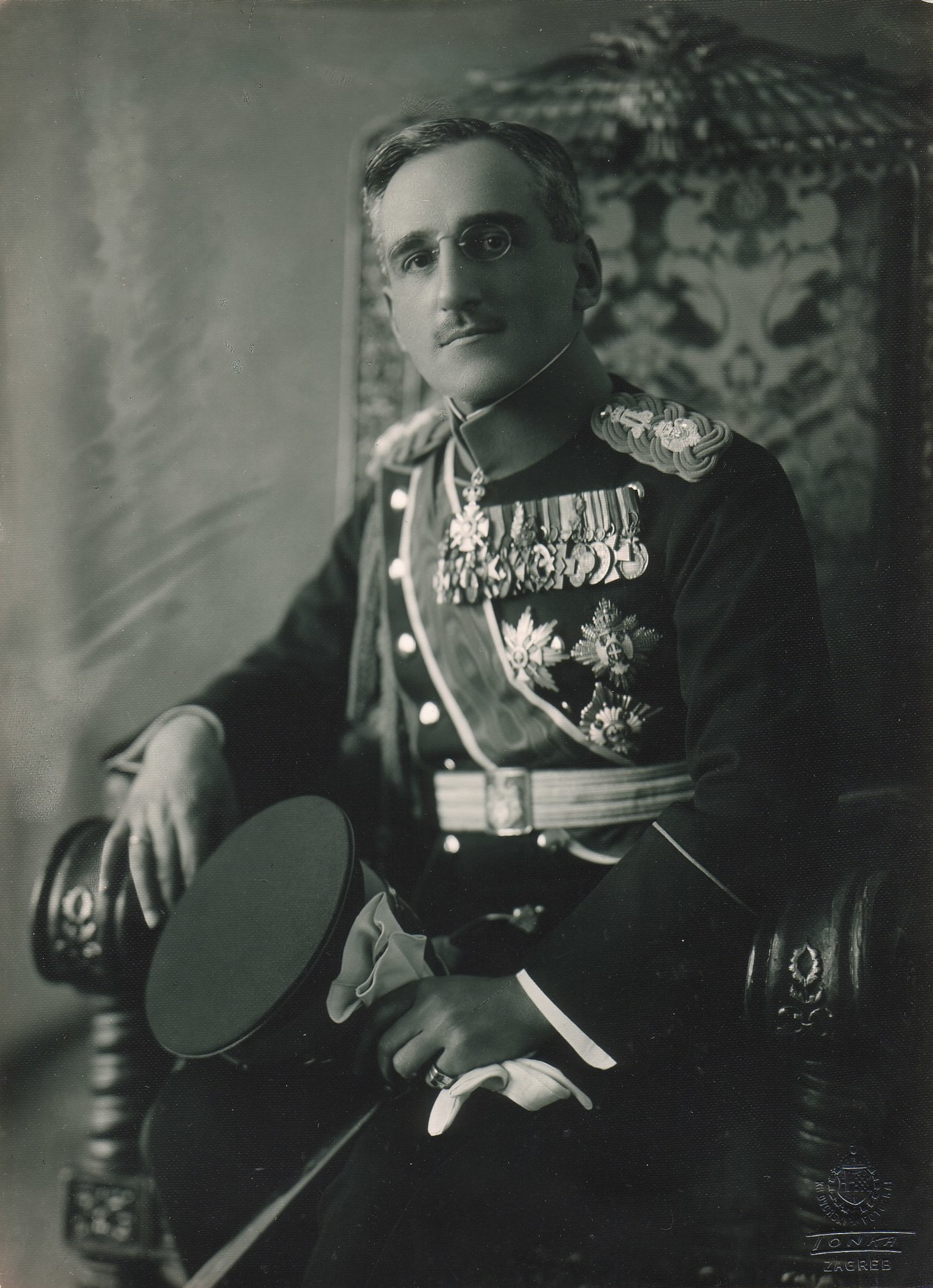
I. Sándor jugoszláv király

A királyi diktatúra a Szerb–Horvát–Szlovén Királyságban 1929. január 6-tól 1931. szeptember 3-ig tartott. 1929. január 6-án Sándor király feloszlatta a nemzetgyűlést, megtiltotta minden politikai párt és szakszervezet működését, betiltotta a politikai összejöveteleket, bevezették a cenzúrát, meghirdették az „integrált Jugoszlávia” ideológiáját, és megváltoztatták az ország nevét Jugoszláv Királyságra.
A diktatúra idején a centralizmus számos politikai ellenfelét, elsősorban a Jugoszláv Kommunista Párt, a Horvát Köztársasági Parasztpárt és a Belső Macedón Forradalmi Szervezet tagjait üldözték és bebörtönözték. A diktatúrát hivatalosan 1931. szeptember 3-án, az októberi alkotmány elfogadásával szüntették meg, amely megerősítette Sándor király egyszemélyi uralmát. A diktatúra megszűnése után is folytatódott a politikai ellenfelek üldözése és bebörtönzése.
A lepoglavai börtönben 1934 elején horvát és macedón nemzeti forradalmárok és kommunisták létrehozták a „Politikai Elítéltek Közösségét”, melynek célja a király „fasiszta katonai” diktatúrája elleni közös küzdelem volt.

### Korábbi sikertelen merényletek
I. Sándor jugoszláv király meggyilkolását több sikertelen merénylet előzte meg. Az elsőt az első világháború idején, 1916-ban szervezték meg, Szalonikiben, ahol az akkor száműzetésben lévő szerb kormány működött. Ezért a merényletért a merénylőt, Dragutin Dimitrijević „Apist” a szaloniki perben elítélték és kivégezték. A Vid-napi alkotmány 1921-es elfogadása után a kommunisták újabb sikertelen merényletet szerveztek Sándor király ellen. A merénylő Spasoje Stejić volt, akit később 1922-ben az ún. Vid napi perben halálra ítéltek, de ítéletét 20 év börtönre változtatták. 1933. december 17-én Petar Oreb, Josip Begović és Antun Podgorelec, az Usztasa mozgalom tagjai zágrábi látogatása során próbálták megölni Sándor királyt. A merénylőket még a céljuk elérése előtt letartóztatták, de a letartóztatás során megöltek egy ügynököt. Az Államvédelmi Bíróság Orebet és Begovićot halálra, Podgorelecet pedig életfogytiglani börtönre ítélte.

## A merénylet

### A franciaországi látogatás előzményei

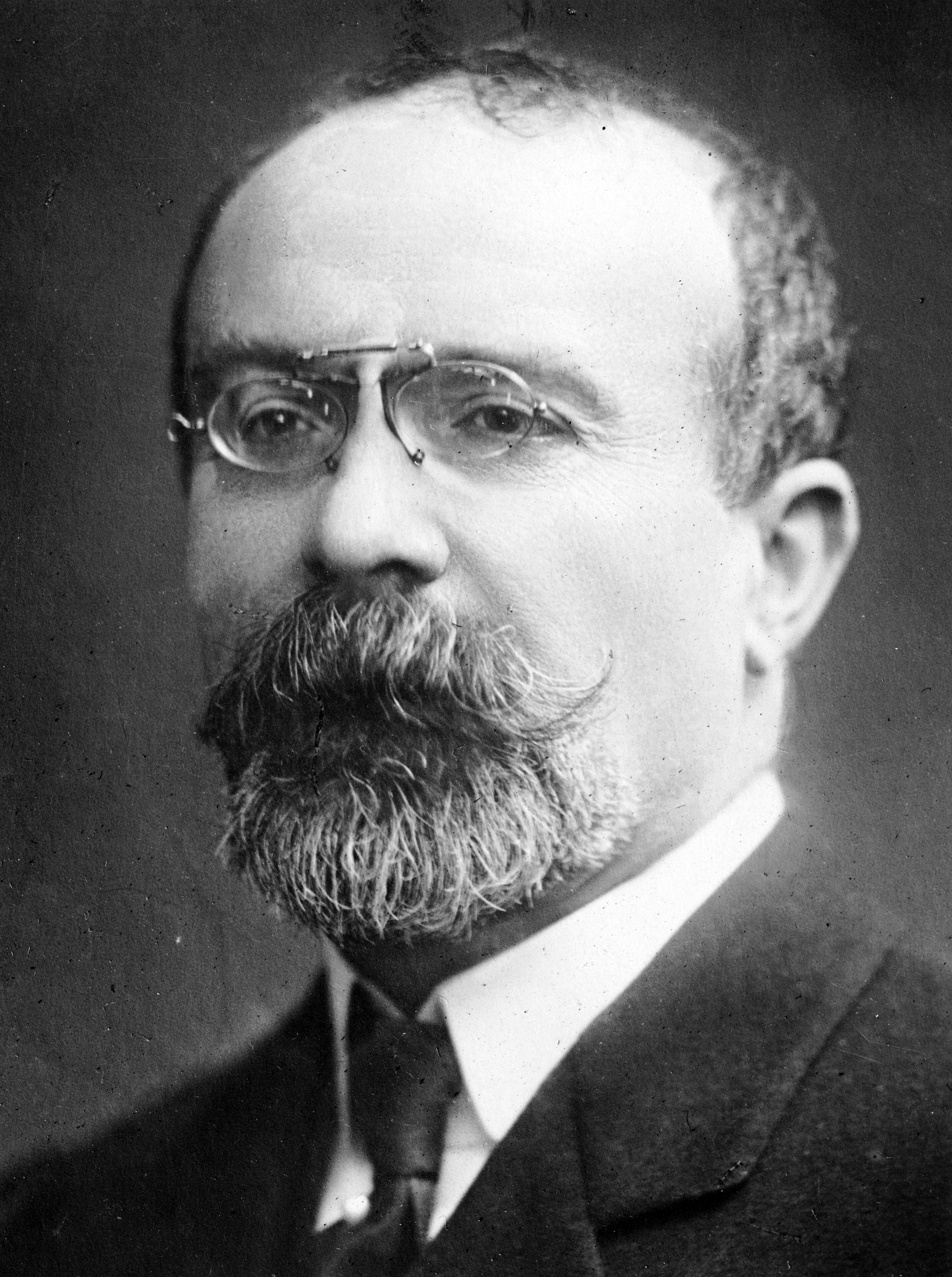
Louis Barthou

Louis Barthou francia külügyminiszter 1934-ben megkísérelt szövetséget építeni Németország megfékezésére, amely Franciaország kelet-európai szövetségeseiből, így Jugoszláviából, valamint Olaszországból és a Szovjetunióból állt volna. A Benito Mussolini és Sándor király közötti régóta fennálló rivalizálás azonban megnehezítette Barthou munkáját, mivel Sándor panaszkodott az országgal szembeni olasz területi követelések miatt, emellett Mussolini támogatta a magyar revizionizmust és a horvát Usztasa szélsőséges nacionalista szervezetet. Amíg a szövetséges Jugoszláviának vitái voltak Olaszországgal, Barthou olasz–francia közeledési tervei halva születtek. 1934 júniusában Belgrádban tett látogatása során Barthou megígérte a királynak, hogy Franciaország nyomást gyakorol Mussolinira egy olyan szerződés aláírására, amelynek értelmében lemond Jugoszláviával szembeni követeléseiről. Sándor szkeptikus volt Barthou tervével kapcsolatban, és megjegyezte, hogy Olaszországban több száz usztasát képeznek ki, és a pletykák szerint Mussolini finanszírozta az usztasák sikertelen gyilkossági kísérletét 1933 decemberében. Mussolini azt hitte, hogy csak Sándor személye tartja össze Jugoszláviát, és ha a királyt meggyilkolják, Jugoszlávia polgárháborúba süllyed, ami lehetővé tenné Olaszország számára Jugoszlávia egyes régióinak elcsatolását. Mivel Franciaország volt Jugoszlávia legközelebbi szövetségese, Barthou meghívta Sándort franciaországi látogatásra, hogy aláírjanak egy francia–jugoszláv megállapodást, amely lehetővé teszi, hogy Barthou „a siker bizonyosságával menjen Rómába”.

### A merénylet előkészületei
1934. augusztus végén Ante Pavelić meghívására Ivan Mihajlov, a VMRO vezetője, Rómába utazott, hogy megállapodjanak Sándor király meggyilkolásának részleteiről. A találkozót a Continental szállodában tartották, ahol Pavelić és Mihajlov beszélgetésén részt vett az olasz titkosszolgálat főfelügyelője, Ericola Conti is. A merénylet helyszínét Franciaországban határozták meg, mert akkor már ismert volt Sándor király közelgő látogatásának programja. Pavelić és Mihajlov megállapodtak abban, hogy a merénylet végrehajtására több csoportot készítenek fel. Az első csoport a király Marseille-be érkezésekor hajt végre merényletet, a második csoport pedig kézigránátos merényletet hajt végre arra az esetre, ha az első csoport elbukna. Egy harmadik csoport is készen állt arra, hogy merényletet hajtson végre Párizsban. A horvát usztasa vezető, Pavelić nyilatkozatot adott ki, amelyben halálra ítélte Sándor királyt, és az usztasa táborokban megkezdődött a merénylet intenzív előkészülete. A legnagyobb előkészületek a magyarországi Nagykanizsa közelében fekvő Jankapusztán zajlottak, ahol társaival együtt az Usztasa a VMRO hivatásos bérgyilkosát, a Csernozemszkinek nevezett Vladimir Georgijev Kerint is kioktatta a merényletek végrehajtására. A kiképzés után a 15 legsikeresebb usztasa közül három merénylőt választottak ki: Mijo Kraljt, Ivan Raićot és Zvonimir Pospišilt. A negyedik merénylőt Csernozemszkit Mihajlov javaslatára maga Pavelić választotta ki.
Kralj, Pospišil és Raić, Ivan Perčević közvetítésével és kapcsolattartásával a magyar titkosszolgálattól hamis útlevelet kapott. Ők hárman Ante Pavelić utasítására Zürichbe érkeztek, ahol az Olaszországból érkezett Eugen "Dido" Kvaternik és Csernozemszki várta őket. Kvaternik bemutatta nekik a merénylettervet, amelyet Ante Pavelićcsel közösen készített. A Kvaternik vezette csoport Franciaországba költözött, ahol csehszlovák dokumentumok alapján regisztráltatták magukat. Október 7-én kora reggel Csernozemszki, Mijo Kralj és Kvaternik Avignonban találkoztak a titokzatos Blue Ladyvel, majd Aix-en-Provence-ba indultak. Másnap, október 8-án mindannyian Marseille-be mentek, ahol Kvaternik adott nekik egy térképet a városról, és megmutatta a helyet, ahonnan lőni fognak a királyra. Este visszatértek Aix-ba, ahol az éjszakát töltötték, közben Kvaternik még aznap este Montreux-ben húzódott meg. A merénylet napján, október 9-én a Blue Lady négy pisztolyt, négy kézigránátot és lőszert adott át a merénylőknek. Georgijev és Kralj Marseille-be távoztak, Pospišil és Raić pedig Párizsban maradtak, hátha Marseille-ben nem sikerül az első támadás.
A jugoszláv királyi hírszerző szolgálat, ügynökei révén, közvetlenül a király érkezése előtt értesült a merénylet előkészületeiről. Tudták, hogy a merénylők francia területen tartózkodnak, de pontos információval nem rendelkeztek. A jugoszláv titkosszolgálat október 9-én a reggeli órákban rendkívül fontos információkat kapott egyik olaszországi ügynökétől. Azt jelezték, hogy a merénylet Marseille-ben lesz, és a terroristák csehszlovák útlevéllel utaztak. Erről az információról tájékoztatták a már Marseille-ben tartózkodó jugoszláv nagykövetet, Miroslav Spalajkovićot, valamint a francia hatóságokat is. Követelték, hogy a merényletről személyesen értesítsék a királyt, és beszéljék rá, hogy hagyjon fel marseille-i látogatásával. Amikor azonban Spalajković tájékoztatta Sándor királyt a merénylet előkészítéséről, a király megjegyzése ez volt: „Most már túl késő van ehhez. Ragaszkodnunk kell a programhoz.”

### Az út Marseille-be
A kíséret a királlyal az élén a Topčider vasútállomásról indult vonattal Kosovska Mitrovicába, majd autóval mentek Cetinjén keresztül, ahol Sándor király meglátogatta a házat, ahol született. A Jugoszláv Királyi Haditengerészet Dubrovnik nevű rombolója Zelenika kikötőjéből indult Franciaország felé. Amint a Dubrovnik Marseille-hez ért, Toulon hadikikötőjéből egy francia hadihajóraj csatlakozott hozzájuk. 1934. október 9-én, kedden, pontosan 16 órakor a király elhagyta a jugoszláv romboló fedélzetét, és motorcsónakkal indult tovább a rakparthoz. A jegyzőkönyv szerint a hivatalos fogadásnak Párizsban kellett volna lennie, ahol a királyt a köztársasági elnöknek kellett volna fogadnia. Marseille-ben csak Barthou külügyminiszter és Georges tábornok, a Legfelsőbb Haditanács tagja fogadta.
Bár a látogatásra egy páncélozott és teljesen zárt autót terveztek, állítólag Barthou miniszter utasítására ezt az utolsó pillanatban kicserélték, így Sándor király, Barthou külügyminiszter és Georges tábornok társaságában egy nyitott Delage kocsiba ült. A király a jobb hátsó ülésen, Barthou a baloldalon ült. Georges tábornok a vezető melletti ülésen ült. A sofőr neve Berteleni volt.
Az ünnepélyes menet valamivel 16 óra után kezdődött. Az autó előtt, amelyben a király ült, díszegyenruhában 18 rendőr lovagolt, kivont szablyával. A lovasszázad miatt az egész oszlop körülbelül óránként tíz kilométeres sebességgel mozgott. A király autója mögött egy másik autó haladt, amelyben Bogoljub Jevtić jugoszláv külügyminiszter és François Piétri francia haditengerészeti miniszter ült. A menet lassan haladt Marseille főutcáján, a La Canebière sugárúton. A járdán mindkét oldalon tömegek álltak és üdvözölték a jeles vendéget.

### A király halála

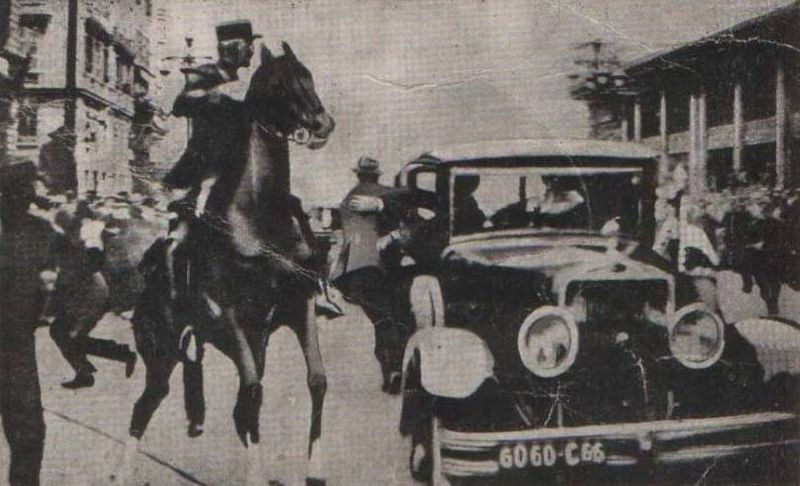
A merénylet pillanatai

Amikor 16 óra 20 perc körül a királyi menet megérkezett a Tőzsdepalota előtti térre, egy férfi ugrott ki a tömegből, jobb kezében virágcsokrot emelve franciául azt kiáltotta: „Éljen a király!”. Hirtelen jobb oldalról felugrott a kocsi lépcsőjére, eldobta a virágcsokrot és a pisztolyból több lövést adott le a király irányába. Jules Piollet alezredes, aki a legközelebb lovagolt az eseményhez, szablyájával a lekaszabolta a gyilkost, aki még esés közben és a földről is lövéseket adott le környezetére. Ezután két rendőr több lövést adott le a merénylőre, aki összerogyott.
A király mozdulatlanul feküdt az autó hátsó ülésén,  Barthou miniszter a jobb felkarján, Georges tábornok pedig több golyó által a mellkasán, a felkarján és a hasán sebesült meg. Az utcai tömeg miatt az autó a megsebesült királlyal csak lassan tudott a rendőrkapitányság felé haladni, ahol a királyt azonnal orvosi ellátásban részesítették. Az orvosok azonban már nem tudták megmenteni, mert a sebek végzetesek voltak. Néhány perccel délután 5 óra után I. Sándor jugoszláv király anélkül, hogy magához tért volna, meghalt. Az orvosok megállapították, hogy a végzetes golyó a mellkas jobb oldalát, a máj környékét találta el, majd a mellkasba hatolt. A testen ezen kívül még három seb volt: a bal kar, a váll és a lapocka sérült meg.

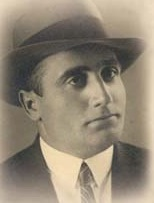
Vlado Csernozemszki

A merénylőt, Velicsko Dimitrov Kerint (alias Vlado Csernozemszkit) többször meglőtték, szablyacsapásokkal többször megvágták és a feldühödött tömeg meg is lincselte. A marseille-i biztonsági szolgálat helyiségébe szállították, ahol otthagyták és anélkül, hogy egyetlen szót is szólt volna, meghalt. A merénylőnél egy Petrus Kelemen nevére szóló csehszlovák útlevelet, két pisztolyt, egy 7,62-es kaliberű Mausert és egy Walthert, két kézigránátot, egy iránytűt és 1700 frankot találtak. Az útlevelet 1934. május 20-án állította ki a zágrábi csehszlovák konzulátus. A gyilkos jobb karjára egy koponyát és két keresztbe tett csontot tetováltattak, fölötte pedig cirill betűkkel a VMRO felirat volt látható. A merényletet követően Csernozemszkit sok macedón, albán, horvát, valamint a diktatúra és a monarchia ellenfele olyan hősnek kiáltotta ki, aki felkelt a zsarnokság ellen.

### A merénylet többi áldozata
A sebesült Louis Barthou külügyminisztert egy közeli kórház műtőjébe szállították, ahol 17 óra 40 perckor elhunyt. Néhány évtizeddel később megállapították, hogy a francia miniszter egy eltévedt golyó áldozata lett, amelyet egy francia rendőr lőtt ki, aki Csernozemszkit célozta.
Jacques de Launay történész Les grandes controverses du temps present. tome 1. 1914-1945 (A jelenkor nagy vitái, I. kötet, 1914–1945) című könyvében publikált egy általa talált 1935. október 9-i, 40 éve elfeledett szakértői jelentést, amely hivatalosan cáfolja azt az állítást, hogy Sándor királyt és Louis Barthou külügyminisztert ugyanazzal a fegyverrel, ugyanaz a gyilkos ölte meg.

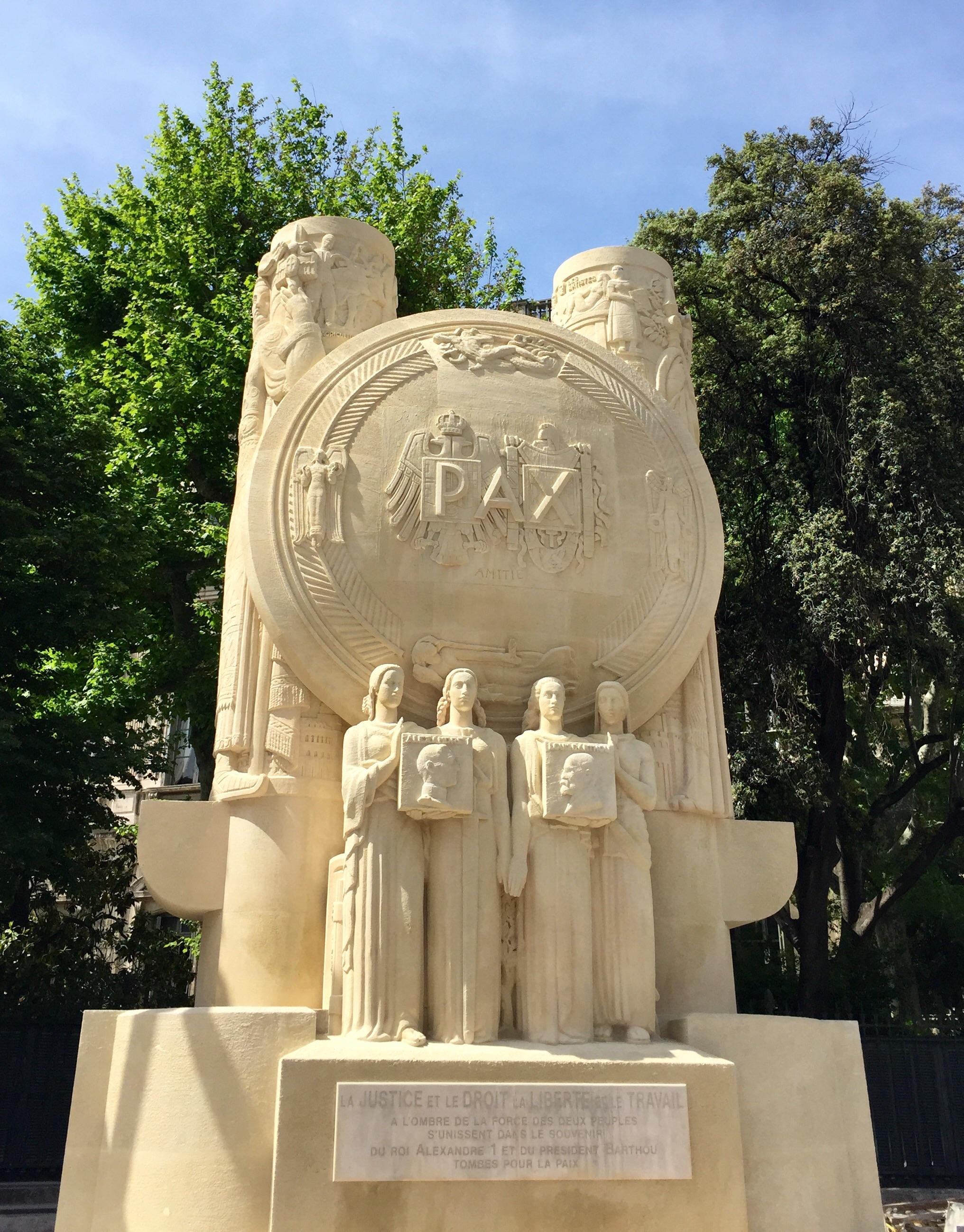
I. Sándor és Barthou marseille-i emlékműve

Az 1935. október 9-i szakértői jelentés, amelyet Dr. G. Béroud, a marseille-i Rendőrségi Szakértői Laboratórium igazgatója és P. Gatimel fegyverszakértő készített ezt írja: „A golyót a király kocsijában találták a baloldalon, ahol Barthou miniszter ült, és amely egy acélmagvas rézlövedék volt, 8 mm-es hüvellyel, 1892-es modell. Ez a golyó ugyanolyan kaliberű volt, mint a rendőrség által kilőtt golyók. A golyót nem a Kelemen birtokában lévő fegyverek közül lőtték ki. A szakértők pedig arra a következtetésre jutnak: „A király kocsijában talált acélmagvas rézgolyó megfelel a rendőrök által kilőtt golyóknak."
A súlyosan megsebesült Georges tábornokot a Michel Levi kórházba szállították, ahol sikeresen megműtötték. A biztonsági szolgálat mindenfelé lövöldöző tagjai, valamint a menetet követő jugoszláv rendőrök és a két oldalon lövöldöző francia rendőrök többeket is eltaláltak azok közül, akik csupán nézői voltak a király menetének. További áldozatok Dumazert asszony és fia, valamint Armellin, Dupré, Durbec és Faris hölgyek, akiket szintén eltaláltak, és valamennyien meghaltak.

## Következmények

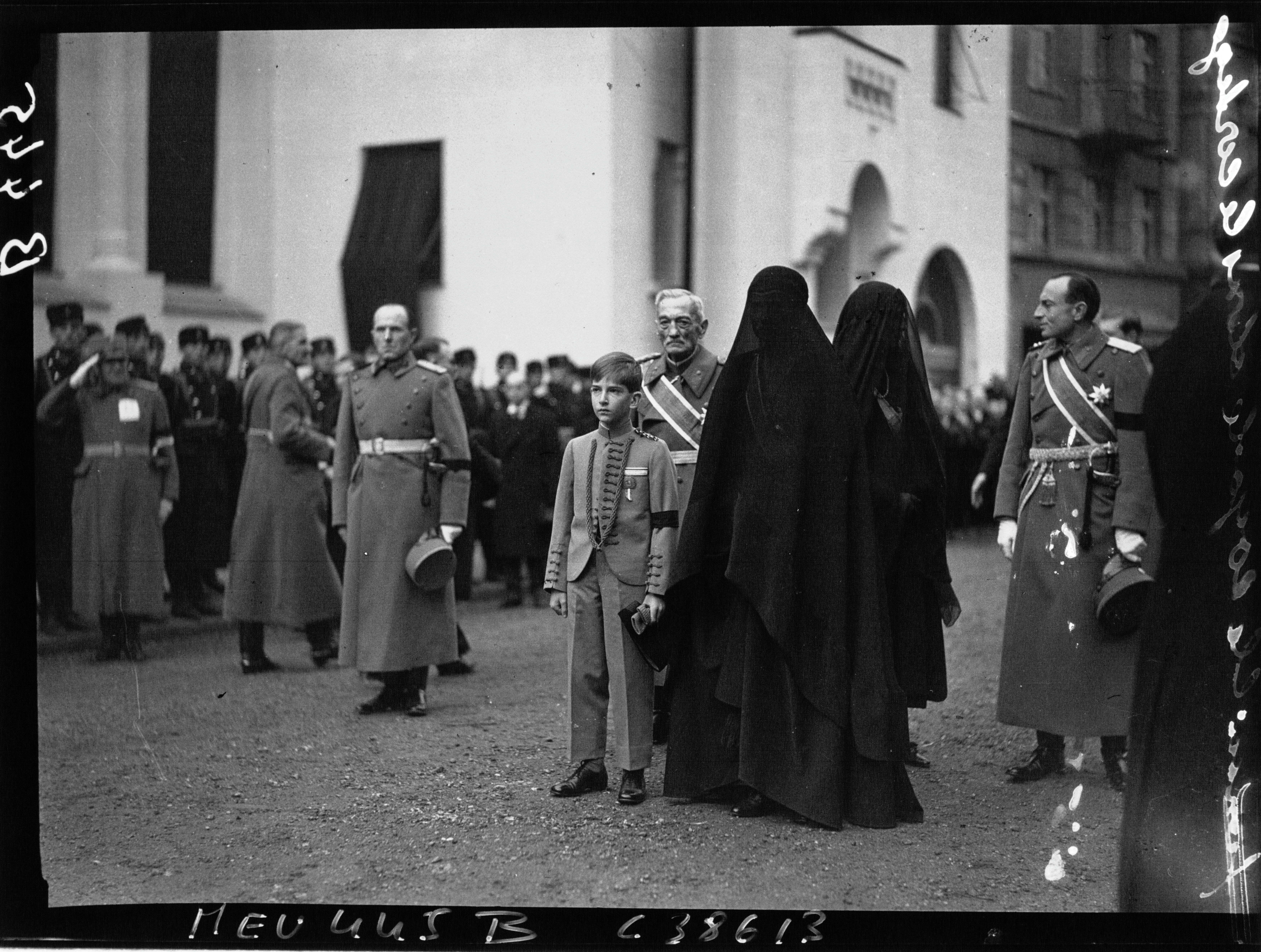
A belgrádi temetés. (középen a trónörökös, a jobb szélen Pál régensherceg)

Másnap I. Sándor király holttestét a JRM Dubrovnik romboló visszaszállította a jugoszláviai Split kikötőjébe. A belgrádi temetésen mintegy 500 000 ember és számos vezető európai államférfi vett részt, majd Sándort a topolai Oplenac templomban temették el, amelyet apja épített.
A francia rendőrség letartóztatta a három életben maradt merénylőt (Pospišil, Raić és Mijo Kralj), és megtudta, hogy az utasításokat Ante Pavelićtől és Eugen Kvaterniktől kapták. Franciaország azonnal kérte Olaszországtól, a két horvát usztasa vezér kiadatását, de Mussolini ezt ekkor megtagadta. Ante Pavelićet és Eugen Kvaterniket 1934. október 17-én tartóztatták le Torinóban, és 1936. március 29-ig a torinói börtönben maradtak. A három horvátot, Kraljt, Pospišlt és Raićot 1936. február 12-én Aix-en-Provence-ban életfogytiglani börtönbüntetésre ítélték. Elítélésük felettébb megkérdőjelezhető körülmények között történt, védőügyvédjük, Georges Desbons ugyanis összeesküvés áldozata lett. 1935. november 19-én kizárták az ügyvédi kamarából, és hamisan neki tulajdonított nyilatkozatok miatt erőszakkal kizárták a bíróságról is. Egy év elteltével olyan feltételek mellett helyezték vissza ügyvédi tisztségébe, amelyek visszamenőleg megerősítették a felállított ügyészség politikai jellegét. Végül ez az ügyvéd elleni összeesküvés mentette meg a három vádlottat a Belgrád által követelt halálbüntetéstől. Zvonimir Pospišil egy műtét után 1940-ben halt meg a caeni börtönben, Mijo Kralj 1941-ben súlyos betegség után a fontevraulti börtönben halt meg, Ivan Raić pedig 1941. december 12-én szabadult és visszatért Horvátországba, ahol 1944-ben halt meg.

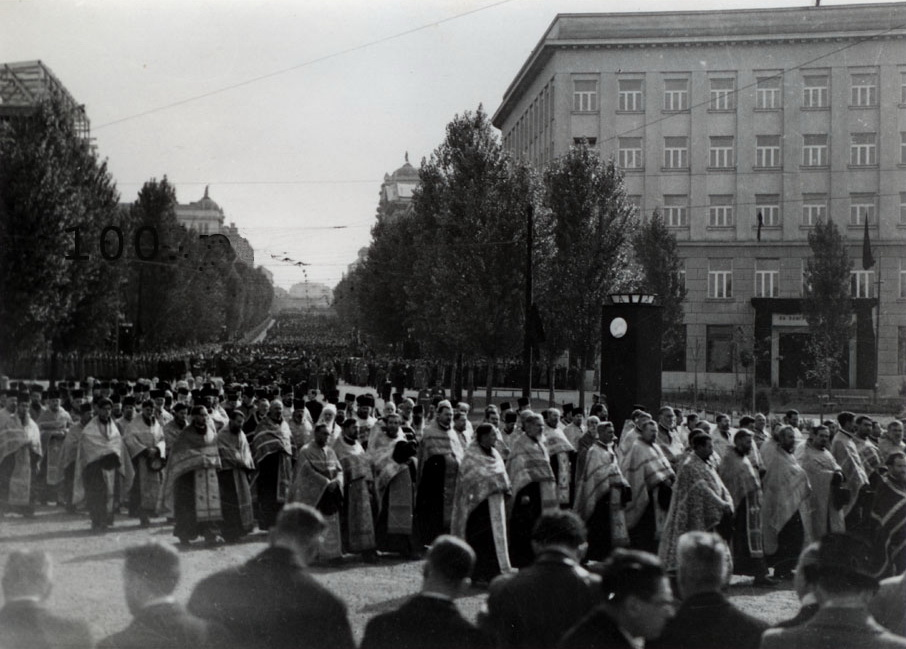
A tömeg I. Sándor temetésén.

Sándor király halála felkavarta az egész jugoszláv közvéleményt. Mivel Sándor legidősebb fia, Péter kiskorú volt, a végrendelet szerint a háromtagú régensség vette át a király szerepét. A kormányzóságot Karađorđević Pál herceg vezette, aki Karađorđević Arzén hercegnek, I. Péter király testvérének volt a fia.
Az uralkodó feszült légkört jól mutatja a bijeljinai gimnáziumban történt eset is, amely néhány nappal a merénylet után, 1934. október 11-én történt, amikor a táblára írt monarchiaellenes jelszavak miatt az iskola teljes hetedik és nyolcadik osztályát kicsapták.
Néhány évvel a marseille-i merénylet után a Horvát Parasztpárt vezetője, Vladko Maček és a jugoszláv kormány elnöke, Dragiša Cvetković megállapodásával a Jugoszláv Királyságon belül autonóm területi egységként létrejött a Horvát Banovina. A Cvetković–Maček-megállapodást 1939. augusztus 26-án írták alá.

## Fordítás
Ez a szócikk részben vagy egészben  az   Atentat u Marseilleu című horvát Wikipédia-szócikk ezen változatának fordításán alapul.  Az eredeti cikk szerkesztőit annak laptörténete sorolja fel. Ez a jelzés csupán a megfogalmazás eredetét és a szerzői jogokat jelzi, nem szolgál a cikkben szereplő információk forrásmegjelöléseként.